# Rolf Stürner
Rolf Stürner (* 11. April 1943 in Stuttgart) ist ein deutscher Jurist und emeritierter Professor an der Albert-Ludwigs-Universität Freiburg.

## Schule, Studium und Staatsdienst
Rolf Stürner wurde als Sohn des kirchlichen Finanzrates Hermann Stürner und dessen Frau Hedwig, geb. Anger, in Stuttgart-Bad Cannstatt geboren. Er besuchte die Volksschule und anschließend das Gymnasium in Stuttgart-Zuffenhausen und legte im März 1962 das Abitur ab. Danach studierte er an der Eberhard Karls Universität Tübingen die Fächer Geschichte, Romanistik und Rechtswissenschaften. Im Mai 1966 legte er in Tübingen die Erste juristische Staatsprüfung ab und arbeitete in der Redaktion der Juristenzeitung. Im Februar 1968 wurde Stürner in Tübingen mit einer von Fritz Baur begutachteten Studie zum Thema Privatrechtliche Gestaltungsformen bei der Verwaltung öffentlicher Sachen zum Dr. jur. promoviert (Zweitgutachter der Dissertation war Otto Bachof). Seine juristische staatliche Laufbahn begann er als Referendar, um dann bis 1972 als Richter am Landgericht Tübingen und am Landgericht Stuttgart zu wirken.

## Akademische Laufbahn
Im Jahre 1972 begann er seine juristischen Studien bei Fritz Baur an der Universität Tübingen als Assistent fortzusetzen, wo er im Jahre 1976 seine Habilitation mit dem Thema Die Aufklärungspflicht der Parteien des Zivilprozesses erreichte. Anschließend nahm er einen Ruf der Universität Konstanz als ordentlicher Professor an, wo er bis 1992 lehrte. Von 1986 bis 1988 lehrte er als Gastprofessor an der Universität Genf. Danach wirkte er an der Albert-Ludwigs-Universität Freiburg als Direktor am Institut für deutsches und ausländisches Zivilprozessrecht. 2012 wurde er emeritiert. Als Richter nahm er seit 1981 eine Position am Oberlandesgericht Karlsruhe ein. Von 2001 bis 2003 lehrte er als Gastprofessor an der Harvard Law School.

## Kritik an der staatlichen Deregulierung der Märkte
2008 charakterisierte ein FAZ-Redakteur Stürner als kühlen Kopf mit scharfer Zunge; er sehe die Verantwortung für die nun sichtbaren Folgen der Deregulierung der Märkte nicht nur bei der Wirtschaft, den Medien und der Wissenschaft, sondern auch bei der Politik (genannt sind ausdrücklich die Weltbank, der Internationale Währungsfonds (IWF), dessen ehemaliger Direktor Horst Köhler und die Bundeskanzlerin: Die Kanzlerin, die Verfahren gegen Selbstbedienung durch Unternehmensführer als Schaden für den Finanzplatz Deutschland bezeichnete? Weltbank und IWF, die das Gesellschafts- und Wirtschaftsmodell der U.S.-amerikanischen Hegemonialmacht als Vorbild weltweit empfahlen, auch unter der Direktorenschaft des Bundespräsidenten beim IWF?). 
Sein Buch Markt und Wettbewerb über alles? – Gesellschaft und Recht im Fokus neoliberaler Marktideologie erschien im Oktober 2007 im C.H.Beck-Verlag. Stürner analysiert und kritisiert die zunehmende Ordnung vieler Lebensbereiche nach marktwirtschaftlichen Aspekten und skizziert Alternativen zum „Marktdenken“ auf einem deregulierten Weltmarkt.

## Schriften (Auswahl)
- Privatrechtliche Gestaltungsformen bei der Verwaltung öffentlicher Sachen. Mohr, Tübingen 1969 (Zugl.: Tübingen, Univ., Diss., 1968).
- Die Aufklärungspflicht der Parteien des Zivilprozesses. Mohr, Tübingen 1976 (Zugl.: Tübingen, Univ., Habil.-Schr., 1976).
- Aktuelle Perspektiven des juristischen Studiums in Konstanz. Konstanz 1980.
- Die richterliche Aufklärung im Zivilprozeß. Tübingen 1982.
- Empfiehlt es sich, die Rechte und Pflichten der Medien präziser zu regeln und dabei den Rechtsschutz des einzelnen zu verbessern? Gutachten A zum 58. Deutschen Juristentag München 1990. München 1990.
- Der straffreie Schwangerschaftsabbruch in der Gesamtrechtsordnung. Rechtsgutachten für das Bundesverfassungsgericht mit seiner Vorgeschichte und einer Stellungnahme zur Entscheidung. Tübingen 1994.
- Hypothekenpfandbriefe und Beleihung in Frankreich. München 1994.
- Die Sicherung der Pfandbrief- und Obligationengläubiger vor einer Insolvenz der Hypothekenbank. Geltendes Recht und Reformvorschläge. Frankfurt/Main 1998.
- Grundstücksrecht. München 1999.
- mit Astrid Stadler: Deutsche Pfandbriefe und Deckungswerte in den Niederlanden. Ein Gutachten im Auftrag des Verbandes deutscher Hypothekenbanken. Frankfurt/Main 2000.
- mit Astrid Stadler: Pfandbriefe und Beleihung in Spanien. Ein Gutachten. Frankfurt/Main 2002.
- Deutsche öffentliche Pfandbriefe und Deckungswerte aus Darlehen an U.S.-amerikanische öffentliche Körperschaften. Frankfurt/Main 2005.
- Markt und Wettbewerb über alles? Gesellschaft und Recht im Focus neoliberaler Marktideologie. München 2007.

Insgesamt hat Stürner mehr als 400 wissenschaftliche Schriften veröffentlicht.

## Ämter und Mitgliedschaften
- 1994–2002: Vorsitzender der Vereinigung der Zivilprozessrechtslehrer
- Wissenschaftlicher Beirat der Vereinigung für Verfahrensrechtsvergleichung der Internationalen Vereinigung für Prozessrecht
- Ständige Deputation des Deutschen Juristentages
- 2003: Vorstand des Studienkreises für Presserecht und Pressefreiheit e. V.
- Fachgutachter für die Deutsche Forschungsgemeinschaft
- 2003: Heidelberger Akademie der Wissenschaften
- Deutsch-Amerikanische Juristen-Vereinigung e. V.
- Mitglied des American Law Institute
- 2011: Mitglied der juristischen Vereinigung Phi Delta Phi[7]

## Auszeichnungen
- 2005: Landesforschungspreis Baden-Württemberg[8]
- 2011: Ehrendoktorwürde durch die Rechtswissenschaftliche Fakultät der Nationalen und Kapodistrias Universität Athen